# БК Зенит (Санкт Петербург)
БК Зенит е руски баскетболен отбор от Санкт Петербург. Участва в Обединена ВТБ Лига и Евролигата.

## История
Отборът е създаден през лятото на 2014 г. на базата на Триумф Люберци. Всички играчи на Триумф, както и треньорският щаб начело с Василий Карасьов стават част от Зенит. С лиценза на триумф получава право на участие в Обединена ВТБ Лига и Еврокъп. През първия си сезон Зенит финишира на пето място в шампионата и достига 1/8-финалите на Еврокъп. През сезон 2015/16 тимът отново преодолява групите на Еврокъп, а в шампионата печели третото място. Също достига финал в турнира за Купата на Русия. Василий Карасьов става треньор на годината в Русия.
През лятото на 2016 г. в тима са привлечени Сергей Карасьов и Стефан Маркович. Зенит отново завършва на трето място и стига 1/4-финал в Еврокъп, но това не дава право на участие в Евролигата. В резултат на това Зенит напускат важни играчи като Янис Тима, Раян Тулсон, Кайл Ландри, Аарон Уайт. На тяхно място са привлечени опитните Евгений Воронов, Иван Лазарев, Николас Лапровитола, Дрю Гордън. Въпреки това отборът не успява да изпълни задачата да играе финал във ВТБ Лигата или да спечели Еврокъп. Така през ляотото на 2018 г. вместо Карасьов начело на тима застава Жоан Плаза.
През сезон 2019/20 Зенит получава wild card за участие в Евролигата. Петербургци завършват на разочароващото 18-о място и остават извън плейофната фаза на ВТБ Лигата. Същата година спонсор на тима става Газпром. Така през лятото на 2020 г. треньор става Хави Паскуал.

## Състав
| №        |         | Играч                   | Позиция     | Ръст    | Тегло   |
| Гардове  | Гардове | Гардове                 | Гардове     | Гардове | Гардове |
| -------- | ------- | ----------------------- | ----------- | ------- | ------- |
| 4        |         | Андрей Топтунов         | Пойнт гард  | 183 cm. | 75 kg   |
| 13       |         | Тома Ертел              | Пойнт гард  | 189 cm. | 82 kg   |
| 70       |         | Витали Фридзон          | Шутинг гард | 195 cm. | 85 kg   |
| 32       |         | Джо Томасон             | Пойнт гард  | 193 cm. | 75 kg.  |
| 3        |         | Денис Захаров           | Шутинг гард | 193 cm  | 88 kg   |
| 9        |         | Калеб Хоумсли           | Шутинг гард | 198 cm  | 93 kg   |
| 7        |         | Сергей Карасьов         | Шутинг гард | 201 cm  | 95 kg   |
| 9        |         | Дмитрий Кулагин         | Шутинг гард | 197 cm  | 92 kg   |
| Крила    |         |                         |             |         |         |
| 8        |         | Игор Волхин             | Леко крило  | 199 cm  | 87 kg   |
| 10       |         | Егор Рижов              | Леко крило  | 205 cm  | 86 kg   |
| 16       |         | Владислав Трушкин       | Тежко крило | 201 cm  | 104 kg  |
| 21       |         | Сергей Топоров          | Тежко крило | 205 cm  | 99 kg   |
| 20       |         | Андрей Зубков (капитан) | Тежко крило | 205 cm  | 100 kg  |
| 28       |         | Томас Уимбуш            | Тежко крило | 201 cm. | 91 kg.  |
| 33       |         | Трей Томпкинс           | Тежко крило | 208 cm. | 108 kg. |
| Центрове |         |                         |             |         |         |
| 14       |         | Артьом Клименко         | Център      | 214 cm  | 117 kg  |
| 77       |         | Ричард Соломон          | Център      | 208 cm  | 108 kg  |

## Известни баскетболисти
- Сергей Карасьов
- Антон Понкрашов
- Евгений Воронов
- Сергей Моня
- Кайл Ландри
- Кевин Пангос
- Матеуш Понитка
- Янис Тима
- Густаво Айон